# Eisengießerei Klett & Comp.
Die Eisengießerei Klett & Comp., nach anderen Quellen Eisengießerei und Maschinenfabrik Klett & Comp. in Nürnberg war eine 1841 gegründete Maschinenfabrik für den Eisenbahnbedarf und eines der beiden Vorgängerunternehmen der MAN. Im Rahmen des MAN-Konzerns wurden bis 1990 am Standort Nürnberg Schienenfahrzeuge gefertigt.

## Geschichte

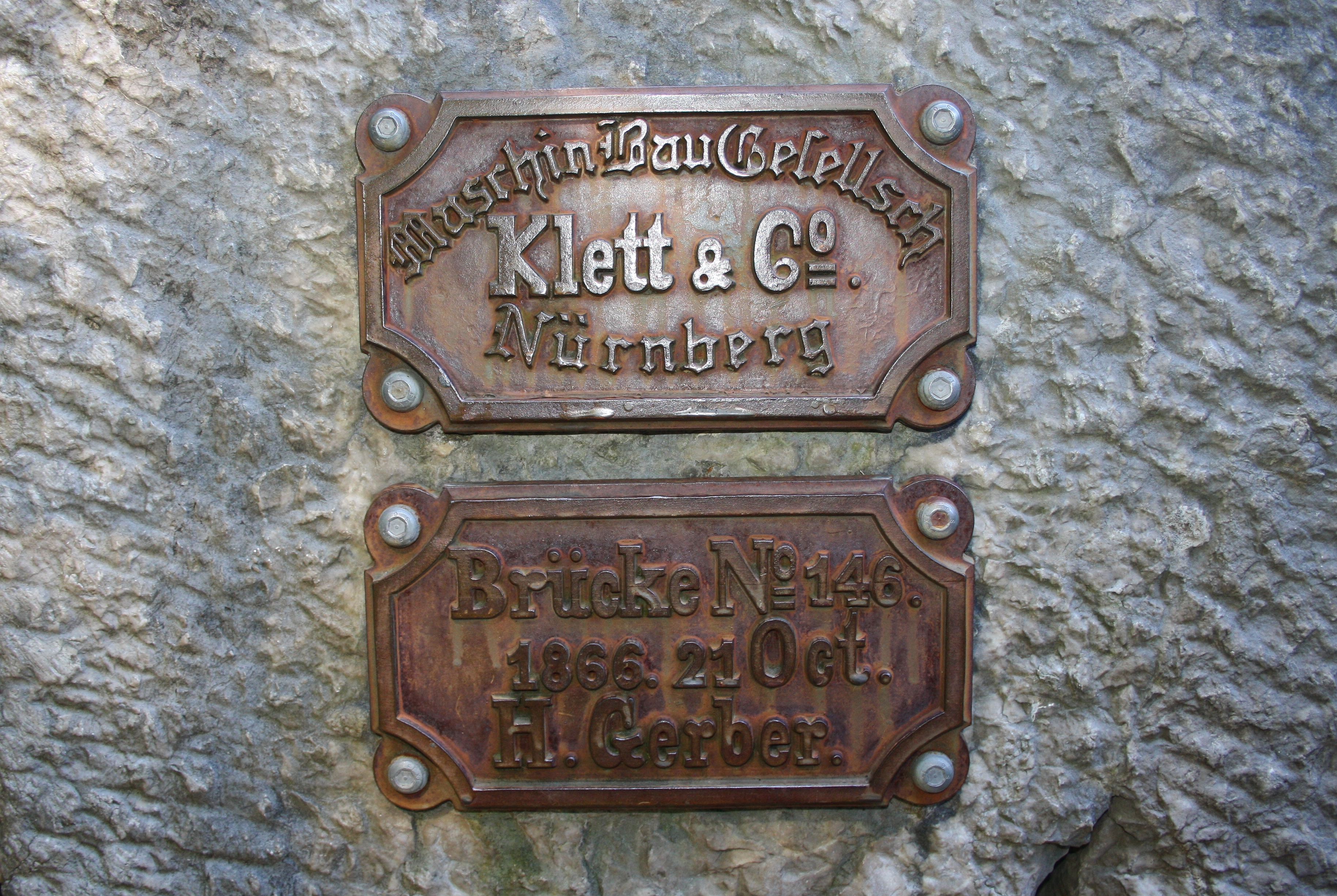
Unternehmensschild „Klett & Co.“ an der Marienbrücke (1866)

Das Unternehmen fertigte zunächst Dampfmaschinen und ab 1844 Gussteile für eine staatliche bayrische Waggonbaugesellschaft. 1847 starb der Firmengründer Johann Friedrich Klett. Das Unternehmen übernahm der Verleger Theodor Cramer, der Kletts Tochter heiratete.
Am 28. Februar 1851 wurde als erstes Fahrzeug ein Güterwagen ausgeliefert. Zusammen mit Johann Ludwig Werder (Werder-Gewehr M/1869) wuchs das Unternehmen unter Cramer-Klett massiv und stellte fortan zudem Brücken und Eisenhochbauten (z. B. Münchner Glaspalast) her. Den erhöhten Kapitalbedarf deckte das Unternehmen über eine intensive Zusammenarbeit mit der Darmstädter Bank für Handel und Industrie.
1865 erfolge eine erste von zahlreichen Umbenennungen, dann in Maschinenbau-Gesellschaft Nürnberg, Klett & Co., 1873 in Maschinenbau-Actien-Gesellschaft Nürnberg. 1898 schloss sich dieses Unternehmen mit der Maschinenfabrik Augsburg zur Vereinigte Maschinenfabrik Augsburg und Maschinenbauges. Nürnberg AG zusammen. Von 1908 bis 1986 war es ein Geschäftsbereich der MAN.
1986 wurde die Sparte Schienenverkehrstechnik der Maschinenfabrik Augsburg Nürnberg AG in die MAN Gutehoffnungshütte Schienenverkehrstechnik AG ausgelagert, die 1990 an die AEG Westinghouse Transport-Systeme verkauft wurde.